# HD 37124 b
HD 37124 b è un pianeta extrasolare lontano circa 108 anni luce, localizzato nella costellazione del Toro. Il pianeta fu scoperto nel 1999 attorno alla stella HD 37124, dentro il bordo interno della sua zona abitabile, dunque si pensa che questo pianeta potrebbe aver una insolazione simile a quella di Venere. Basandosi sulla sua massa, si pensa che questo pianeta sia un pianeta gioviano.